# Чарлз Волдер Ґрінстед
Чарлз Волдер Ґрінстед (англ. Charles Walder Grinstead; 1 грудня 1860 — 16 березня 1930) — колишній британський тенісист.
Здобув 13 одиночних титулів.
Найвищим досягненням на турнірах Великого шолома був фінал в одиночному розряді.

## Фінали турнірів Великого шолома

### Одиночний розряд (1 поразка)
| Результат | Рік  | Турнір               | Покриття | Суперник        | Рахунок            |
| --------- | ---- | -------------------- | -------- | --------------- | ------------------ |
| Поразка   | 1884 | Вімблдонський турнір | Трава    | Герберт Лоуфорд | 5–7, 6–2, 2–6, 7–9 |

## Фінали за кар'єру

### Одиночний розряд:19 (13–6)
| Категорія + (Титули) |
| -------------------- |
| Major (0)            |
| National (0)         |
| Regional (1)         |
| County (3)           |
| Regular (9)          |

| Титули за покриттям  |
| -------------------- |
| Ґрунт – Outdoor (0)  |
| Трава – Outdoor (10) |
| Тверде – Outdoor (2) |
| Wood – Indoor (0)    |

| Результат | Ранг | Дата | Турнір                                           | Місце          | Покриття | Суперник                | Рахунок                  |
| --------- | ---- | ---- | ------------------------------------------------ | -------------- | -------- | ----------------------- | ------------------------ |
| Перемога  | 1.   | 1882 | Essex Championships                              | Brentwood      | Трава    | Налтон Вомерслі         | 6–4, 6–3, 6–3            |
| Поразка   | 1.   | 1883 | South of England Championships                   | Істборн        | Трава    | Тедді Вільямс           | 6–1 8–6 4–6, 7–5         |
| Перемога  | 2.   | 1883 | Leicester Lawn Tennis Club Tournament            | Лестер         | Трава    | Ернес Льюїс (тенісист)  | 4–6, 6–3, 6–2, 6–1       |
| Перемога  | 3.   | 1883 | Sussex County Lawn Tennis Club Spring Tournament | Брайтон        | Тверде   | Доналд Стюарт           | 6–3, 5–7, 7–5, 1–6, 6–4  |
| Перемога  | 4.   | 1883 | Victoria Park Lawn Tennis Tournament             | Ексетер        | Трава    | H.H. Green              | 6–3, 5–7, 7–5, 1–6, 6–4  |
| Перемога  | 5.   | 1883 | Exmouth Lawn Tennis Club Tournament              | Ексмут         | Трава    | Тедді Вільямс           | 6–2, 6–5, 6–4            |
| Перемога  | 6.   | 1883 | Edgbaston Open Tournament                        | Едбагстон      | Трава    | Волтер Вільям Чамберлен | 6-3, 6-3                 |
| Поразка   | 2.   | 1883 | Sussex County Lawn Tennis Tournament             | Брайтон        | Трава    | Герберт Вілберфорс      | 8–6, 3–6, 10–8, 4–6, 1–6 |
| Перемога  | 7.   | 1883 | Leamington Open Tournament                       | Leamington Spa | Трава    | Герберт Вілберфорс      | 6–4, 6–3, 6–2            |
| Перемога  | 8.   | 1883 | Essex Championships (2)                          | Brentwood      | Трава    | П. Коллі                | 6–3, 6–3                 |
| Поразка   | 3.   | 1884 | Вімблдонський турнір                             | Лондон         | Трава    | Герберт Лоуфорд         | 1–6, 3–6, 4–6            |
| Перемога  | 9.   | 1884 | Derbyshire Championships                         | Buxton         | Трава    | Ернест Браун            | 6–3, 6–3                 |
| Перемога  | 10.  | 1884 | Exmouth Lawn Tennis Club Турнір (2)              | Ексмут         | Трава    | Ерскін Джералд Вотсон   | 6–2, 6–2, 6–3            |
| Перемога  | 11.  | 1884 | Middlesex Championships                          | Чизік          | Трава    | Доналд Стюарт           | 6–1, 4–6, 12–10, 6–3     |
| Перемога  | 12.  | 1884 | Essex Championships (3)                          | Колчестер      | Трава    | Едвард Невілл К'юбітт   | 6–0, 6–4                 |
| Поразка   | 4.   | 1892 | Tampa Gulf Championships                         | Тампа          | Асфальт  | Алберт Емпі Райт        | 6–4, 2–6, 2–6, 2–6       |
| Перемога  | 13.  | 1892 | Tropical Championships                           | Сент-Огастін   | Асфальт  | Олівер Кемпбелл         | 6–0, 6–4                 |
| Поразка   | 5.   | 1894 | Tampa Gulf Championships                         | Тампа          | Асфальт  | Роберт Ренн             | 5-6, 3–6                 |
| Поразка   | 6.   | 1894 | Tropical Championships                           | Сент-Огастін   | Асфальт  | Олівер Кемпбелл         | w.o.                     |